# Microterys herbaceus
Microterys herbaceus är en stekelart som beskrevs av Sugonjaev 1962. Microterys herbaceus ingår i släktet Microterys och familjen sköldlussteklar.
Artens utbredningsområde är:
- Tjeckien.
- Slovakien.

Inga underarter finns listade i Catalogue of Life.